# フランソワ・ワルテリー
フランソワ・ワルテリー（François Walthéry、1946年1月17日 - 、リエージュ・ヴィゼ近郊生まれ）は、ベルギーの漫画家。フライトアテンダント・ナターシャの冒険シリーズで知られる。

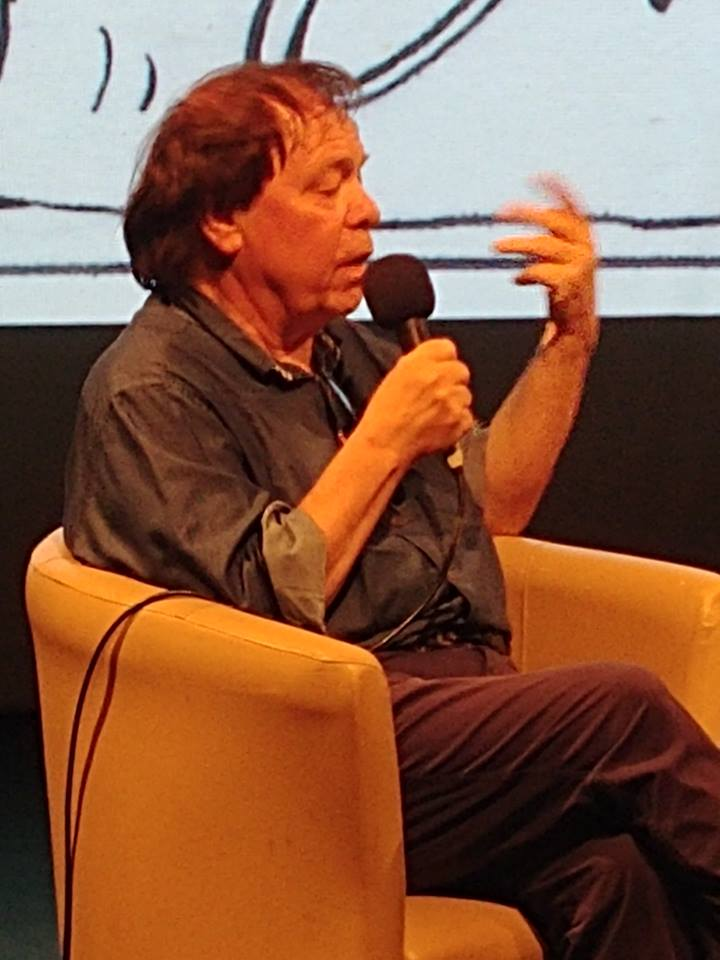
2018年6月14日、パリのCenterWallonie-Bruxellesで開催された会議でのワルテリー

## 部分的な参考文献
- ナターチャ

1. ナターチャ、オテッセ・ド・レア（ゴス作）、デュプイ、1971年。
2. Natacha et le Maharadjah （Gosによって書かれた）、Dupuis、1972年。
3. Lamémoiredemétal （ ÉtienneBorgers著）、Dupuis、1974年。 Un brin de panique （ Marc Wasterlainによって書かれた）も含まれ
4. アンTrône（ナターシャ注ぐモーリス・ティリュー）、デュプイ、1975。
5. Double vol 、（MittéïとWalthéry、Dupuisによって書かれた）、1976年。 L' étoileduberger （Gos作）とUn tour de passe-passe （ Lemasque作）も含まれて
6. Letreizièmeapôtre （Maurice Tillieux著）、Dupuis、1978年。
7. L'hôtesseetMonaLisa （Mittéïによって書かれ、 Pierre Seronによって追加の芸術）、Dupuis、1979年。 Natacha et les petits miquetsも含まれ（WalthéryとMittéïによって書かれた）。
8. InstantanéspourCaltech （ÉtienneBorgersによって書かれ、 Jidéhemによって追加）、Dupuis、1981年。
9. Les machine incertaines （ÉtienneBorgersによって書かれ、Jidéhemによって追加）、Dupuis、1983年。
10. L'ile d'outre-monde （Marc Wasterlainによって書かれ、 Willによって追加）、Dupuis、1984年。
11. Le grand pari （Mittéïによって書かれ、 Laudecによって追加）、Dupuis、1985年。
12. Les culottes de fer （Mittéïによって書かれ、Laudecによって追加）、Dupuis、1986年。
13. Les nomades du ciel （ Raoul Cauvin作、Laudec作の追加）、Dupuis、1988年。
14. Cauchemirage （ Mythicによって書かれ、Mittéïによって追加）、 Marsu Productions 、1989年。
15. La ceinture du Cherchemidi （Peyo作、Mittéïによる追加）、Marsu Productions、1992年。
16. ランゲブロンド（モーリスティリューによって書かれ、ジョルジュヴァンリントウトによって追加）、マルスプロダクション、1994年。
17. La veuve noire （ Michel Dusart作、Georges Van Linthout作の追加）、Marsu Productions、1997年。
18. Natacha et les dinosaures （Marc Wasterlainによって書かれた）、Marsu Productions、1998年。

- Le Vieux Bleu （ Raoul Cauvin作）、Dupuis、1980年、 ワロン語でLivîBleûというタイトルで翻訳された
- Le p'tit bout d'chique

1. Le p'tit bout d'chique 、Marsu Productions、1989年
2. （試合à試合Serdu ）、Marsuプロダクション、1992

- ルビン

1. Lesmémoirestroubles （Mythicによって書かれた）、Le Lombard、1993
2. Fenêtresurrue （Mythic作）、ル・ロンバード、1994年
3. ル・セカンド・テモイン（ミシック作）、ル・ロンバード、1995年...後で他のアーティストによって続けられた。

## ソース
- François Walthéry publications in Spirou BDoubliées (フランス語)
- François Walthéry albums Bedetheque (フランス語)

脚注